# Frederick Brooks
Pour les articles homonymes, voir Brooks.
Frederick Phillips Brooks, Jr. (né le 19 avril 1931 à Durham (Caroline du Nord) et mort le 17 novembre 2022,) est un ingénieur logiciel américain, informaticien et professeur à l'université Duke.
À la suite de différentes observations, Frederick Brooks est devenu chef de projet de OS/360, l'un des projets les plus chers et les plus en retard de l'informatique, qui a failli tuer IBM. Sous sa férule, IBM a pu livrer l'un des ordinateurs les plus performants qui soient, ce qui a valu le prix Turing à Brooks. Il a quitté IBM en 1965, car il avait fondé un an avant le département d'informatique à l'université de la Caroline du Nord. 
Il est aussi connu pour son livre Le Mythe du mois-homme, où il formule la loi de Brooks, et y expose son expérience de management dans le développement informatique, basée sur la réalisation du système d'exploitation de la série  360 d'IBM, connu sous le nom  d'OS/360. Il est également l'auteur du célèbre essai Pas de balle en argent, dans lequel il expose les spécificités de la conception de logiciels comme facteurs explicatifs de la lenteur de l'accroissement de productivité dans ce domaine, et dans lequel il propose quelques pistes d'amélioration à ce sujet.

## Honneurs
En 1993, Frederick Brooks reçoit la médaille John von Neumann.
Il a reçu le prix Turing en 1999 pour ses contributions en « architecture des ordinateurs, systèmes d’exploitation et logiciels ».